# Mary Hopkin
Mary Hopkin (Pontardawe, País de Gales, Reino Unido, 3 de maio de 1950) é uma cantora britânica de música folk.

## Biografia
A sua carreira musical como vocalista iniciou-se em 1967 no seio do grupo de folk chamado Selby, Set & Mary.
A modelo Twiggy pôs Mary em contacto com Paul McCartney depois de ganhar o concurso televisivo  "Opportunity Knocks" com a canção "Turn, turn, turn".
Paul McCartney abriu-lhe as portas para o mundo musical ao trazê-la para a editora Apple Records em 1968 e ser seu produtor.
O single  "Those Were the Days"  1968 produzido por Paul McCartney foi o maior êxito da sua carreira e é a versão inglesa da canção russa "Дорогой длинною". Cartney escreveu o seu segundo single intitulado  "Goodbye", e produziu-lhe o álbum  "Post Card".
Com a canção  "Knock Knock, Who's There?" representou o Reino Unido no Festival Eurovisão da Canção 1970, onde ela terminou em segundo lugar, atrás de Dana.
A partir da publicação do seu segundo álbum editado em 1971, chamado  "Earth Song-Ocean Song", e depois do seu casamento com Tony Visconty, Mary retirou-se da vida musical, para voltar mais tarde, sem grande sucesso.
Depois de se divorciar de Visconty em 1981, foi a vocalista da canção  "Rachael's Song" de Vangelis para o filme Blade Runner.
Entre 1982 e 1984 fez parte dos grupos chamados Sundance e Oasis como vocalista.
Em 1989 lançou o álbum "Spirit", com o single "Ave Maria". Foi produzido por Benny Gallagher.

## Discografia

### Singles
| 1968 | Those Were The Days       | 1  | 1  | 1 | 2            | 1            |
| 1969 | Goodbye                   | 2  | 15 | 3 | 13           | 17           |
| 1970 | Temma Harbour             | 6  |    |   | 39           | 43           |
| 1970 | Knock Knock, Who's There? | 2  | 12 |   | 92 (en 1973) | 86 (en 1972) |
| 1970 | Think About Your Children | 19 |    |   | 87           |              |
| 1971 | Let My Name Be Sorrow     | 46 |    |   |              |              |
| 1976 | If You Love Me            | 32 |    |   |              |              |

### Álbuns
Publicados pela Apple Records:
- 1969 - Post Card
- 1971 - Earth Song-Ocean Song
- 1995 - Those were the days

Outros:
- 1982 - Sundance
- 1984 - Oasis
- 1989 - Spirit
- 2005 - Live at the Royal Festival Hall 1972